# Szintillationsspektroskopie
Die Szintillationsspektroskopie dient der Bestimmung von Energiespektren von Strahlungsquellen. Da jedes radioaktive Präparat ein charakteristisches Energiespektrum aufweist, können so auch Zerfallsschemata interpretiert werden.
Gemessen wird demnach nicht nur die Anzahl der emittierten Teilchen (z. B. Szintillationszähler), sondern auch deren Energie.
Häufigste Anwendung ist die Analyse von Gamma- und Beta-Strahlungsquellen.
Die Analyse von Gammaspektren kann über den Photoeffekt, den Compton-Effekt oder Paarbildung geschehen.
Die Analyse von Betaspektren erfolgt durch indirekte Messung über Annihilations-Prozesse oder durch Energieabgabe auf Lösungsmittelmoleküle. Im ersten Fall emittieren Betastrahler beim Zerfall Positronen, die beim Auftreffen auf Elektronen als zwei Gammaquanten zerstrahlen (Annihilation). Der zweite Fall bezeichnet die Kollision von Betateilchen mit einem Lösungsmittelmolekül, wobei vom Betateilchen ein Energiebetrag auf das Lösungsmittel („Cocktail“) weitergegeben wird. Der energetisch angeregte Cocktail kann die Energie innerhalb des Cocktails entweder auf ein anderes Cocktailmolekül übertragen oder in Form von Licht abgeben.